# Barbus raimbaulti
Barbus raimbaulti är en fiskart som beskrevs av Jacques Daget 1962. Barbus raimbaulti ingår i släktet Barbus och familjen karpfiskar. IUCN kategoriserar arten globalt som sårbar. Inga underarter finns listade.